# Chœur du Vallon
Le Chœur du Vallon est un chœur à quatre voix mixtes de la région de Québec qui se consacre à l'interprétation de chants classiques et sacrés sous la direction de Gisèle Pettigrew. Il compte près de cent choristes et offre deux concerts par année,,.

## Historique
Le Chœur du Vallon est un organisme à but non lucratif fondé en 1966 sous l'appellation Les Chanteurs du Vallon. Il comptait alors une trentaine de choristes sous la direction de Sylvio Bédard. Sept ans plus tard, il change d'appellation pour La Chorale de Sainte-Foy pour finalement prendre le nom de Chœur du Vallon en 1991. 
Le répertoire des pièces musicales interprétées est initialement constitué de chansons folkloriques, de chants traditionnels québécois et d'opérettes mais il s'oriente progressivement vers la musique classique et les chants sacrés.
Depuis l'arrivée de Gisèle Pettigrew à la direction musicale en 1982, cette orientation  s'est grandement confirmée et le Chœur du Vallon est maintenant considéré dans la communauté musicale comme un ensemble de chant choral classique et sacré parmi les plus importants de la région de Québec.